# Neosybra mabokensis
Neosybra mabokensis är en skalbaggsart som beskrevs av Stefan von Breuning 1977. Neosybra mabokensis ingår i släktet Neosybra och familjen långhorningar. Inga underarter finns listade i Catalogue of Life.